# XIAP
XIAP（X-linked inhibitor of apoptosis）、IAP3（inhibitor of apoptosis protein）またはBIRC4（baculoviral IAP repeat-containing protein 4）は、アポトーシスによる細胞死を停止するタンパク質である。ヒトでは、XIAPはX染色体に位置するXIAP遺伝子にコードされる。
XIAPはアポトーシス阻害因子（IAP）ファミリーのタンパク質である。IAPは当初バキュロウイルスで同定され、XIAPは哺乳類に存在するその相同タンパク質の1つである。XIAPはIAP1とIAP2との間ほど保存性は高くないため、ILP（IAP-like protein）とも呼ばれる。XIAPは現在同定されているヒトのIAPの中で最も強力な作用を示す。

## 発見
バキュロウイルスのIAPのホモログとしてヒトで最初に同定されたのはNAIPである。NAIPの配列データをもとにして、RINGフィンガードメインを持つ遺伝子配列がXq24-25に発見された。PCRとクローニングによって、タンパク質は3つのBIRドメインと1つのRINGフィンガードメインを持つことが発見され、X-linked Inhibitor of Apoptosis Protein（XIAP）として知られるようになった。XIAP遺伝子の転写産物の長さは9.0 kbであり、オープンリーディングフレームの長さは1.8 kbである。XIAPのｍRNAは末梢のリンパ球を除く成人と胎児の全ての組織に存在する。XIAPの配列をもとにIAPファミリーの他のメンバーの発見がもたらされた。

## 構造
XIAPは3つの主要な構造エレメント（ドメイン）を持つ。1つ目は約70アミノ酸からなるBIRドメインであり、これは全てのIAPを特徴づけるものである。2つ目はUBAドメインであり、XIAPのユビキチンへの結合を可能にする。3つ目はC末端RINGフィンガーとも呼ばれる亜鉛結合ドメインである。XIAPは、N末端に3つのBIRドメイン、それに続いて1つのUBAドメイン、そして最後に1つのRINGドメインが存在する。BIR1ドメインとBIR2ドメインの間にはリンカー領域が存在し、カスパーゼ分子と接触してXIAP/カスパーゼ-7複合体を形成することが確認されている。溶液中では、全長型のXIAPは約114 kDaのホモ二量体を形成する。

## 機能
XIAPは、ウイルス感染やカスパーゼの過剰産生によって誘導されたアポトーシスによる細胞死を停止させる。カスパーゼは細胞死に主要な役割を果たす酵素である。XIAPはカスパーゼ-3、-7、-9に結合して阻害を行う。XIAPのBIR2ドメインはカスパーゼ-3と-7を阻害し、BIR3はカスパーゼ-9に結合して阻害する。RINGドメインはE3ユビキチンリガーゼ活性によって自身やカスパーゼ-3、-7へのユビキチン化を触媒し、プロテアソームによる分解をもたらす。しかしながら、RINGフィンガーに影響を与える突然変異はアポトーシスに大きな影響を与えず、タンパク質の機能はBIRドメインで十分であることが示唆される。カスパーゼ-3、-7の活性の阻害時には、XIAPのBIR2ドメインは活性部位の溝に結合し、アポトーシスをもたらす正常なタンパク質基質がここにアクセスすることを防いでいる。
カスパーゼは、ミトコンドリアの機能異常時に細胞質基質に放出されるシトクロムcによって活性化される。XIAPがシトクロムcに直接的に影響を与えることはないことが研究から示されている。
XIAPは、TNF-α、Fas、紫外光、遺伝毒性物質による細胞死を効果的に防ぐことができる点でヒトの他のIAPとの差異がみられる。

## 阻害
XIAPはDIABLO（Smac）とHTRA2（Omi）によって阻害される。この2つの細胞死シグナル伝達タンパク質はミトコンドリアから細胞質へ放出される。XIAPの負の調節因子であるミトコンドリアタンパク質Smac/DIABLOは、XIAPに結合してXIAPのカスパーゼへの結合を防ぐことでアポトーシスを促進する。その結果、正常なカスパーゼ活性が進行する。Smac/DIABLOのXIAPへの結合とカスパーゼの放出には、保存された4ペプチドモチーフが必要である。

## 臨床的意義
XIAPの調節異常はがん、神経変性疾患、自己免疫疾患を引き起こす場合がある。XIAPの高値は腫瘍マーカーとして機能する可能性がある。肺がん細胞NCI-H460では、XIAPの過剰発現はカスパーゼを阻害するだけでなく、シトクロムcの活性も停止させる。前立腺がんでは、XIAPは前立腺上皮で過剰発現している4つのIAPのうちの1つであり、効果的な治療には全てのIAPを阻害する分子が必要であることが示唆される。IAPがショウジョウバエからヒトまで保存されていることからもわかるように、アポトーシスの調節は極めて重要な生物学的機能である。
XIAP遺伝子の変異は重症で稀な型の炎症性腸疾患を引き起こす場合がある。XIAP遺伝子の欠陥はX連鎖リンパ増殖症候群2型と呼ばれる極めて稀な疾患の原因となる場合もある。

## 相互作用
XIAPは次に挙げる因子と相互作用することが示されている。
- ALS2CR2（英語版）[19]
- CASP3[12][20][21][22][23][24]
- CASP7（英語版）[12][20][21][22]
- CASP9[25][26][27][28]
- DIABLO（英語版）[26][29][30][31][32]
- HTRA2（英語版）[29][33]
- MAGED1（英語版）[34]
- MAP3K2（英語版）[35]
- TAB1（英語版）[19][36]
- XAF1（英語版）[37]

## 関連文献
- “Application of XIAP antisense to cancer and other proliferative disorders: development of AEG35156/ GEM640”. Annals of the New York Academy of Sciences 1058 (1):  215–34. (November 2005). Bibcode: 2005NYASA1058..215L. doi:10.1196/annals.1359.032. PMID 16394139.
- “Human inhibitor of apoptosis proteins: why XIAP is the black sheep of the family”. EMBO Reports 7 (10):  988–94. (October 2006). doi:10.1038/sj.embor.7400795. PMC 1618369. PMID 17016456.